# McIntosh (Dél-Dakota)
McIntosh város az Amerikai Egyesült Államok Dél-Dakota államában, Corson megyében, melynek megyeszékhelye is. Lakosainak száma 111 fő (2020. április 1.).

## Népesség
A település népességének változása:

| 2010 | 173 |
| 2020 | 111 |